# OSC Berlin

Logo des OSC Berlin

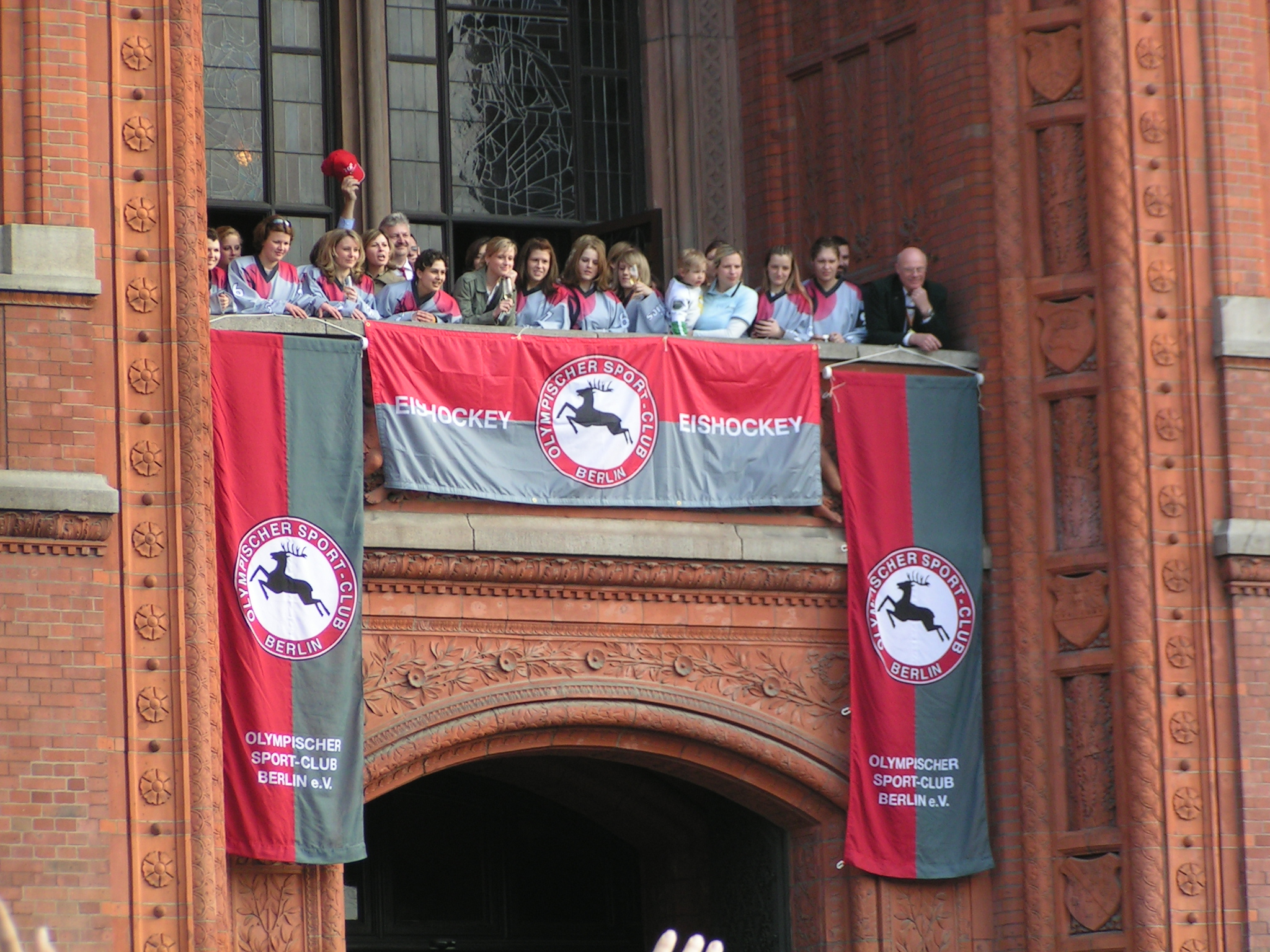
Empfang des Deutschen Eishockey-Meisters der Frauen 2006, dem OSC Berlin, im Roten Rathaus

Der Olympische Sport-Club Berlin e. V. ist ein Berliner Sportverein, der seit 1949 in dieser Form existiert. Vereinssymbol ist der Hirsch, der auch das Wappen der Ursprungsstadt Schöneberg ziert.

## Geschichte

### Schöneberger Männer-Turnverein/Schöneberger Turn- und Sportverein
Initiator der Gründung war der Lehrer Max Nitsche, der dem Verein zusammen mit den 25 anderen Gründungsmitgliedern am 6. Januar 1890 den Namen Schöneberger Männer-Turnverein gab. 15 Mitglieder spalteten sich 1904 in die Turnerschaft Schöneberg ab, aus der starke Nachwuchsmannschaften, später auch in Leichtathletik und Ballspielen, hervorgingen. Im Jahr 1919 wurde der Vereinsname des 1600 Mitglieder starken Schöneberger MTV in Turn- und Sportverein Schöneberg e. V. geändert. Aus dieser Zeit stammt auch der rote Hirsch als Vereinssymbol. Eine weitere Gruppe kapselte sich 1927 in den Schöneberger Turn- und Sportclub ab. Nach der Wiederzulassung von Sportclubs im Jahr 1947 fusionierten diese drei Vereine wieder zum Schöneberger Turn- und Sportverein.

### Deutscher Sport-Club/Olympischer Sportclub
Der Deutsche Sport-Club wurde 1922 in Berlin gegründet. 1926 folgte ein eigenständiger Deutscher Frauen-Sport-Club, der sich fünf Jahre nach seiner Gründung 1931 in Deutscher Olympischer Sport-Club umbenannte. Diese beiden Clubs fusionierten 1943. Der neu entstandene Verein wurde bei seiner Bestandserlaubnis 1947 Olympischer Sport-Club genannt.

### Olympischer Sport-Club Berlin-Schöneberg/OSC Berlin
1949 beschlossen die Vorsitzenden der beiden Clubs zu fusionieren. Dieser Schritt wurde am 15. Oktober 1949 vollzogen. Der vollständige neue Name war Olympischer Sport-Club Berlin-Schöneberg, Verein für Turnen, Sport und Spiel von 1890 e. V. Am 15. April 1985 wurde der Name nochmals in Olympischer Sport-Club Berlin e. V., Verein für Turnen, Sport und Spiel von 1890 in Berlin-Schöneberg geändert.

## Abteilungen

### Eishockey
Der OSC Berlin übernahm 1988 die Fraueneishockeyabteilung des Berliner Schlittschuhclubs, die 1985 an der Endrunde um die Deutsche Meisterschaft teilgenommen hatte. Beim OSC spielten die Frauen in der 1. Bundesliga/DFEL und gewannen 1991, 2006, 2007, 2009 und 2010 die Deutsche Meisterschaft sowie 2008, 2009, 2011 und 2014 den DEB-Pokal der Frauen. In der erstmals eingleisigen Frauen-Bundesliga 2006/07 konnte der OSC ohne Punktverlust den Titel verteidigen und sicherte sich in der Saison 2008/2009 als erstes Team im deutschen Fraueneishockey das Double aus Deutscher Meisterschaft und DEB-Pokal. Den DEB-Pokal 2014 gewannen die „OSC Eisladies“ mit der bis dahin jüngsten Mannschaft. Das Durchschnittsalter betrug im Halbfinale und Finale 20,1 Jahre; 13 von 18 eingesetzten Spielerinnen waren 19 oder jünger.

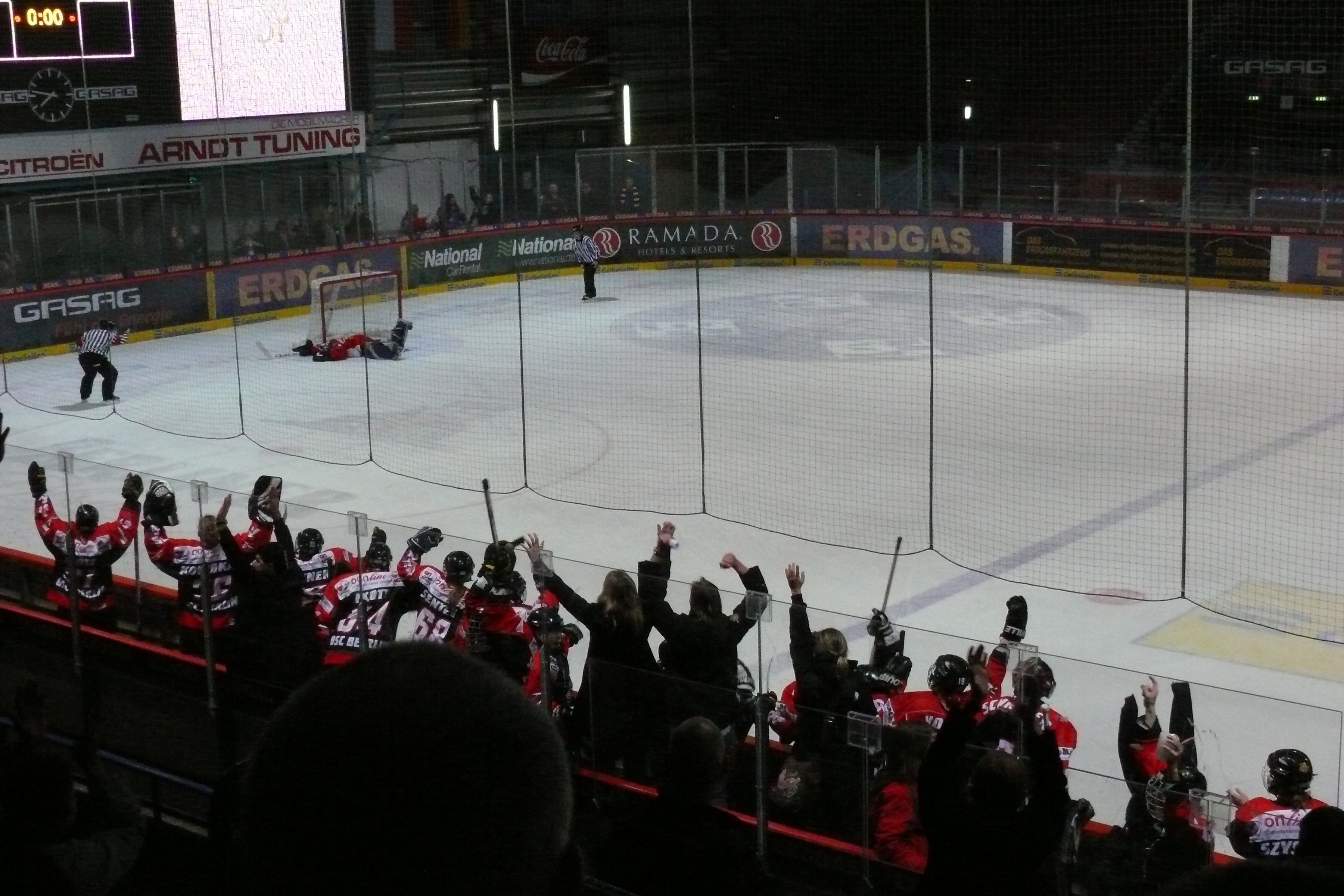
Jubel nach dem entscheidenden Penalty zum Europapokal-Finalrundeneinzug 2008

In der Saison 2008/09 nahm der OSC neben der Bundesliga auch an der internationalen Elite Women’s Hockey League teil.
Als Deutscher Meister waren die Frauen 2006/07 und 2007/08 für den IIHF European Women Champions Cup qualifiziert und erhielten von der IIHF das Recht zur Austragung einer Vorrundengruppe 2006 und einer Zwischenrundengruppe 2007/08. Dabei gelang 2008 die Qualifikation als Zwischenrundenzweiter für die Finalrunde der fünf besten europäischen Mannschaften im Fraueneishockey. Die Endrunde erreichten die Eisladies auch 2009/10 und beim erstmals in Berlin ausgetragenen Endrundenturnier den dritten Platz.
Im Juni 2017 wechselte die komplette Fraueneishockeymannschaft des OSC zu den Eisbären Juniors Berlin.
Das Herren-Team Hirsche spielt in der Landesliga Berlin. Heimatstadion der Herren ist das Eisstadion Neukölln in Berlin-Neukölln.

#### Platzierungen der Frauenmannschaft
| Saison  | Liga            | Vorrunde/Zwischenrunde       | Finalturnier                 |
| ------- | --------------- | ---------------------------- | ---------------------------- |
| 1988/89 | Bundesliga Nord | 5. Platz                     | nicht qualifiziert           |
| 1989/90 | Bundesliga Nord | 3. Platz                     | 3. Platz                     |
| 1990/91 | Bundesliga Nord | 3. Platz                     | Deutscher Meister            |
| 1991/92 | Bundesliga Nord | 4. Platz                     | 5. Platz                     |
| 1992/93 | Bundesliga Nord | 5. Platz                     | nicht qualifiziert           |
| 1993/94 | Bundesliga Nord | 4. Platz                     | 5. Platz                     |
| 1994/95 | Bundesliga Nord | 5. Platz                     | nicht qualifiziert           |
| 1995/96 | Bundesliga Nord | 6. Platz                     | nicht qualifiziert           |
| 1996/97 | Bundesliga Nord | 4. Platz                     | 7. Platz                     |
| 1997/98 | Bundesliga Nord | 2. Platz/4. Platz            | 4. Platz                     |
| 1998/99 | Bundesliga Nord | 3. Platz/4. Platz            | 4. Platz                     |
| 1999/00 | Bundesliga Nord | 3. Platz/6. Platz            | nicht qualifiziert           |
| 2000/01 | Bundesliga Nord | 3. Platz/5. Platz            | nicht qualifiziert           |
| 2001/02 | Bundesliga Nord | 3. Platz/3. Platz            | 3. Platz                     |
| 2002/03 | Bundesliga Nord | 1. Platz/2. Platz            | Vizemeister                  |
| 2003/04 | Bundesliga Nord | 2. Platz/3. Platz            | Vizemeister                  |
| 2004/05 | Bundesliga Nord | 1. Platz/2. Platz            | 3. Platz                     |
| 2005/06 | Bundesliga Nord | 1. Platz/2. Platz            | Deutscher Meister            |
| 2006/07 | Bundesliga      | 1. Platz (Deutscher Meister) | 1. Platz (Deutscher Meister) |
| 2007/08 | Bundesliga      | 2. Platz                     | 2. Platz                     |
| 2008/09 | Bundesliga      | 1. Platz (Deutscher Meister) | 1. Platz (Deutscher Meister) |
| 2009/10 | Bundesliga      | 1. Platz (Deutscher Meister) | 1. Platz (Deutscher Meister) |
| 2010/11 | Bundesliga      | 2. Platz                     | 2. Platz                     |
| 2011/12 | Bundesliga      | 4. Platz                     | 4. Platz                     |
| 2011/12 | EWHL Super Cup  | 5. Platz                     | 5. Platz                     |
| 2012/13 | Bundesliga      | 3. Platz                     | 3. Platz                     |
| 2013/14 | Bundesliga      | 2. Platz                     | 2. Platz                     |
| 2014/15 | Bundesliga      | 4. Platz                     | 4. Platz                     |
| 2015/16 | Bundesliga      | 4. Platz                     | 4. Platz                     |

#### Bedeutende frühere Mannschaften

##### Deutscher Meister 1991
| Spielerinnen: | Birgit Bandelow, Katja Bandlofsky, Beate Bärt , Andrea Bouillon, Martina Buckley, Bianca Göpner, Chany Gummert, Michaela Hildebrandt, Sandra Kinza, Charlotte Kopitz, Gabriela Küsgen, Sylvia Mann, Melanie Mann, Carola Märker , Melanie Merges , Karin Ohainski, Cornelia Ostrowski, Bianca Schmidt, Silke Vogl, Tanja Wohlgemuth |
| Trainer:      | Franco Paul |

##### Deutscher Meister 2006
| Position      | Name |
| Tor:          | Franziska Hampel, Kirsten Schönwetter, Stephanie Wartosch-Kürten |
| Verteidigung: | Yvonne Fleck, Susann Gaebel, Jennifer Gärtner, Miriam Kresse, Jennifer Schöne, Sophie Schulze, Saskia Witschke |
| Sturm:        | Jenny Friede, Kathrin Fring, Gioia Fritz, Susann Götz, Claudia Grundmann, Anja Herzog, Nikola Holmes, Nina Kamenik, Judith Müller, Sabrina Rörig-Naesiger, Anja Scheytt, Susanne Schulz, Carolin Szyska, Madeleine Tetzner |
| Trainerin:    | Michaela Hildebrandt, Sandra Kinza |

##### Deutscher Meister 2007
| Position      | Name |
| Tor:          | Franziska Hampel, Kirsten Schönwetter |
| Verteidigung: | Yvonne Fleck, Susann Gaebel, Jennifer Gärtner, Miriam Kresse, Sophie Schulze, Sandra Kott, Grit Sentek |
| Sturm:        | Jenny Friede, Kathrin Fring, Susann Götz, Claudia Grundmann, Nikola Holmes, Nina Kamenik, Judith Levi-Müller, Sabrina Rörig-Naesiger, Anja Scheytt, Carolin Szyska, Sophie Prüßing, Lisa Hüfner, Stephanie Wartosch-Kürten |
| Trainer:      | René Bielke, Sandra Kinza |

##### Deutscher Meister/Pokalsieger 2009
| Position      | Name |
| Tor:          | Kirsten Schönwetter, Julia Graunke, Radka Lhotska, Ivonne Schröder |
| Verteidigung: | Sarah Weyand, Stephanie Frühwirt, Kathrin Fring, Sophie Schulze, Haleigh Callison, Stephanie Frühwirt, Ivonne Fleck, Miriam Kresse, Grit Sentek, Ulrike Lehmann, Carolin Szyska |
| Sturm:        | Anja Scheytt, Jasmin Schebitz, Sandra Kott, Nina Kamenik, Franziska Busch, Susann Götz, Jennifer Gärtner, Jenny Friede, Saskia Franke, Claudia Grundmann, Sophie Prüßing        |
| Trainer:      | René Bielke |

##### Deutscher Meister 2010
| Position      | Name |
| Tor:          | Dörthe Kerkau, Radka Lhotska, Kirsten Schönwetter, Ivonne Schröder |
| Verteidigung: | Sarah Weyand, Martina Johansson, Stephanie Frühwirt, Gioia Fritz, Kathrin Fring, Grit Sentek, Ulrike Lehmann, Dana Reimann, Muriel Scheuerlein, Ivonne Fleck, Sophie Schulze                                                                  |
| Sturm:        | Anja Scheytt, Nina Kamenik, Lisa Hüffner, Susann Götz, Jenny Friede, Franziska Busch, Laura Kluge, Vanessa Gasde, Saskia Franke, Anne Bartsch, Jennifer Gärtner, Jasmin Schebitz, Lisa Hüffner, Martina Veličková, Miriam Kresse, Sandra Kott |
| Trainer:      | René Bielke |

### Fechten
Die Fechtabteilung trägt ihre Wettkämpfe im OSC-Fechtcenter Schöneberg aus. Dabei handelt es sich um eine Doppelturnhalle mit 1250 m².

### „Fit für Freizeit“
„Fit für Freizeit“ ist ein Programm des OSC zusammen mit dem Landessportbund Berlin, das verschiedene Sportkurse für alle Altersklassen anbietet.

### Handball
Die erste Männermannschaft des OSC wurde 1963 Berliner Meister und in der anschließenden Endrunde in Stuttgart Deutscher Vizemeister. Im Endspiel unterlag die Mannschaft dem THW Kiel mit 3:10. Die Frauenmannschaft konnte 1962, 1964, 1966, 1967, 1968, 1970 und 1972 in der Halle sowie 1969 auf dem Kleinfeld die Berliner Meisterschaft gewinnen und sich damit für die Endrunde zur Deutschen Meisterschaft qualifizieren. Größter Erfolg ist der Vizemeistertitel von 1966, als die Mannschaft in Essen mit 2:8 gegen Bayer Leverkusen verlor. Der OSC Berlin ist der einzige Verein, dessen Männer- und Frauenmannschaft das Meisterschaftsfinale erreicht haben.
Seit 1998 gibt es die Spielgemeinschaft HSG OSC-Friedenau. Sie setzt sich aus Spielerinnen der Handballabteilungen des OSC-Berlin und des Friedenauer TSC zusammen. Die Gründung erfolgte, um die vorhandenen Kapazitäten Sporthallen, Trainer, Talente zusammenzuführen und besser zu nutzen. Die 1. Frauenmannschaft spielt in der Saison 2010 / 2011 in der neu geschaffenen Ostsee-Spree-Oberliga.
Der Bereich Männer und Jugend, bestehend aus den genannten Vereinen und dem HC Schöneberg 77, muss aus organisatorischen Gründen unter dem Namen SG OSC-Schöneberg-Friedenau (kurz SG OSF) starten. Die männliche A-Jugend spielt in der höchsten Spielklasse der Regionalliga. Die erste Männermannschaft spielte in der Saison 2008/09 für ein Jahr in der Oberliga.
Im Jahr 2010 nahmen 33 Mannschaften am Spielbetrieb teil, 4 Frauenmannschaften, 6 bei den Männern, 13 bei der männlichen Jugend und 10 bei der weiblichen Jugend. In fast allen Spielklassen ist die Spielgemeinschaft im oberen Leistungsbereich des Handball-Verbandes Berlin vertreten.

### Leichtathletik
Im Laufe der über 100-jährigen Vereinsgeschichte hat die Leichtathletik-Abteilung des OSC vier Medaillen bei Olympischen Sommerspielen errungen. Die Leichtathleten des Vereins sind regelmäßig bei Berliner Meisterschaften erfolgreiche Teilnehmer. Auch bei überregionalen und nationalen Veranstaltungen gab es schon viele Medaillen für die OSC-Leichtathleten. Der OSC gehörte zur Veranstaltergemeinschaft der ISTAF Berlin, bei der Rudi Thiel 32 Jahre lang der Sportdirektor war. Zu den erfolgreichen Leichtathleten gehörten u. a. Sergej Bubka, Nicole Herschmann, Arnd Krüger, Harald Mellerowicz, Renate Meyer, Günter Mielke, Jutta Neumann, Axel Noack, Ralf Reichenbach, Matthias Schlicht, Ingo Sensburg, Jutta Stöck, Hannelore Trabert, Carlo Thränhardt, Kathrin Weßel.

### Tanzsport
Das Sportangebot des Tanzsportclub Blau-Silber im Olympischer Sport-Club Berlin reicht von Hobby- und Breitensportgruppen bis hin zu Turniertanzgruppen in Standard und Latein für alle Altersklassen. Die Clubräume befinden sich im Rathaus Friedenau im Schlesiensaal und den angrenzenden Räumlichkeiten. Weitere Trainingsmöglichkeiten gibt es im Landesleistungszentrum Berlin sowie in der Aula der Schule in der Belziger Straße.

### Tischtennis
Gegründet 1949. Trainingsort: Kolonnenstr. Robert-Blum-Schule. Gründungsmitglieder waren
1949
- 1. Vorsitzender: Walter Segieth
- 2. Vorsitzender: Heinz Hoffenreich
- Sportwart: Heinz Militz
- Damenwart: Marga Bauer

32 Mitglieder: 6 Damen, 13 Herren, 3 Mädchen, 10 Jungen
Am 3. Februar 1949 tritt die Tischtennis Sportgruppe Schöneberg-Süd dem damaligen Schöneberger TSV als Tischtennisabteilung bei.
2012 hat die Abteilung 120 Mitglieder, davon 7 Damen, 54 Herren, 6 Mädchen, 53 Jungen.
Trainingsorte:
- 1947: Kolonnenstr. Robert-Blum-Schule
- 1. Oktober 1949: wird das Training in der Helmholtzschule (Rubenstraße) aufgenommen.
- 1. Mai 1951: Umzug in die Prinzregentenstraße.
- 1. September 1951: Meisterschule für Graphik am Grazer Platz auf (4 Tische).
- 1. Juni 1952: Tempelhofer Weg
- Seit dem 1. Mai 1963: Münchener Straße, Löcknitzgrundschule.

Die Tischtennisabteilung des Olympischen Sport-Club Berlin trainiert mit 5 Herren Mannschaften und einer Jugendabteilung in der Löcknitz-Grundschule in 10779 Berlin, Berchtesgadener Str. 10 und mit einer Freizeitgruppe am Vorarlberger Damm 33
12157 Berlin.

### Sonstige Abteilungen
- Faustball: Wurde 2012 geschlossen
- Kendo
- Prellball/Fitness-Gymnastik
- Rhythmische Sportgymnastik
- Rollhockey
- Rollkunstlauf
- Schwimmen
- Tennis
- Turnen

## Vorsitzende (ab 1985 Präsidenten) seit 1949
- Die Vorsitzenden des Clubs nach dem Zweiten Weltkrieg (ab 1985 Präsidenten):
- 1949–1952 Willi Kielmann
- 1953–1962 Werner Jacobi
- 1963–1974 Karl Freiberg
- 1975–1979 Walter Koenecke
- 1980–1983 Ulrich Vetter
- 1984–1999 Horst Wildgrube
- 1999–2000 Siegfried Wothe
- 2000–2013 Jürgen Fiedler
- 2013–2015 Uwe Risse
- Seit dem 28. April 2015 Jana Hänsel